# Llanos de Antequera
Llanos de Antequera es una pedanía del municipio de Antequera, en la provincia de Málaga, Andalucía, España. Está situada a unos 7 kilómetros al norte del núcleo principal de Antequera, junto al cruce de la A-92 con la N-331. Se trata de una población surgida en los años 1970 para la explotación agraria de la zona y en la actualidad cuenta con unos 200 vecinos. La población celebra sus fiestas en el mes de mayo.